# Colibri de Tumbes
Thaumasius baeri
Espèce
Statut de conservation UICN

 LC  : Préoccupation mineure
Statut CITES
Le Colibri de Tumbes (Thaumasius baeri) est une espèce de colibris de la sous-famille des Trochilinae.

## Distribution
Son aire s'étend à travers le Tumbes (nord du Pérou et extrême sud de l'Équateur).

Carte de répartition de l'espèce

## Référence
(en) « Neotropical Birds Online », Cornell Lab of Ornithology, 2 juillet 2011